# Mouvement pour la restauration de la démocratie

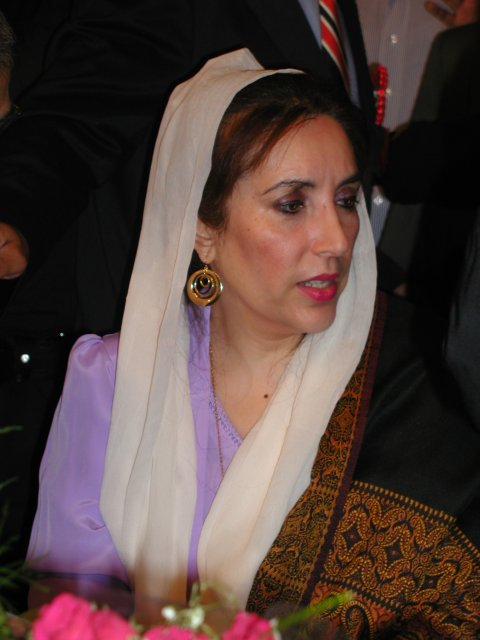
Benazir Bhutto est la figure du proue de l'opposition dès le milieu des années 1980.

Le Mouvement pour la restauration de la démocratie (en anglais : Movement for the Restoration of Democracy ; en ourdou : اتحاد برائے بحالی جمہوریت) est une alliance de partis politiques pakistanais, fondée le 8 février 1981 et dissoute le 24 août 1988, créée en opposition au président Muhammad Zia-ul-Haq arrivé au pouvoir en 1977 à la suite d'un coup d’État militaire. Ce mouvement se donne pour objectif la « restauration de la démocratie », et donc le rétablissement de la Constitution et d'un régime civil.
L'alliance est constituée de divers partis politiques principalement orientés à gauche. Le plus important est le Parti du peuple pakistanais, dirigé par Benazir Bhutto et qui a perdu le pouvoir à la suite du coup d’État du général Zia-ul-Haq. Le Parti national Awami pro-Pachtounes, l'Awami Tahreek et le Jeay Sindh Qaumi Mahaz pro-Sindis, le Parti communiste du Pakistan, le Tehrik-e-Istiqlal et enfin le parti islamiste Jamiat Ulema-e-Islam sont les plus importants autres membres de l'alliance.
L'alliance organise des rassemblements pacifiques à travers le Pakistan, notamment dans les régions rurales du Sind et fait face à la répression du pouvoir. En 1988, à la suite de la mort du président Zia-ul-Haq et à l’organisation prévue de nouvelles élections législatives multipartites, l'alliance se dissout. 

## Formation et composition
L'alliance est formée le 8 février 1981 sous l'initiative du Parti du peuple pakistanais, qui a perdu le pouvoir en 1977 à la suite du coup d’État du général Muhammad Zia-ul-Haq. Il réunit progressivement plus d'une dizaine de partis politiques, pour la plupart de gauche ou implantés dans la province méridionale du Sind. Il réunit aussi des partis qui ont connu des conflits par le passé, comme le Parti national Awami qui avait souffert de la répression du Zulfikar Ali Bhutto au moment où le Parti du peuple pakistanais était au pouvoir, ou encore le Parti communiste et le parti Awami qui sont des rivaux politiques mais qui se sont rapprochés en opposition à la politique militaire favorisant l’insurrection en Guerre d'Afghanistan contre les soviétiques, et cherchant à limiter l'influence des mouvements marxistes au Pakistan.
Le mouvement est dirigé par les différents meneurs des partis d'opposition, dont notamment Benazir Bhutto qui prend la direction du Parti du peuple pakistanais en 1984 après l'intérim effectué par sa mère Nusrat Bhutto. L'alliance est largement classée à gauche, car composée de nombreux partis socialistes ou marxistes, ainsi que de mouvements nationalistes sindis eux-mêmes souvent classés à gauche. L'alliance reste pourtant très éclectique, entre des partis modérés et des partis radicaux, représentants parfois des communautés différentes, de même qu'un parti religieux conservateur.
| Partis politiques            | Meneur                            | Position               |
| ---------------------------- | --------------------------------- | ---------------------- |
| Parti du peuple pakistanais  | Nusrat Bhutto puis Benazir Bhutto | Gauche, centre-gauche  |
| Parti national Awami         | Khan Abdul Wali Khan              | Gauche, pro-Pachtounes |
| Jamiat Ulema-e-Islam         |                                   | Islamisme              |
| Parti communiste du Pakistan | Jam Saqi et Nazeer Abbasi         | marxisme               |
| Awami Tahreek                | Rasool Bux Palijo                 | Gauche, pro-sindi      |
| Jeay Sindh Qaumi Mahaz       | G. M. Syed                        | Nationalisme sindi     |

## Actions et soutiens

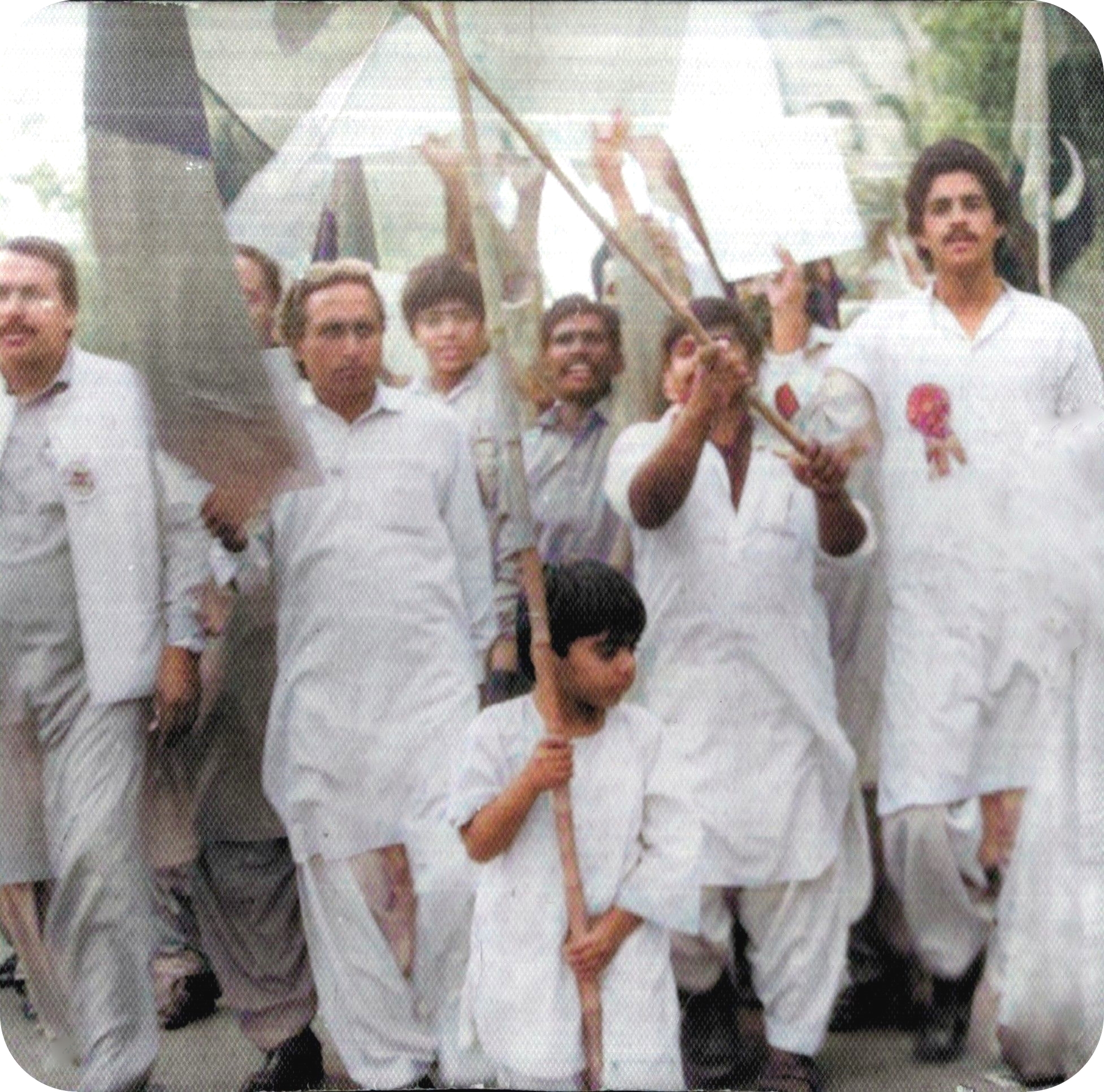
Manifestation du Mouvement en 1985.

Le mouvement s'oppose à la politique conservatrice menée par le président Muhammad Zia-ul-Haq, notamment son programme d'islamisation ou son rapprochement des États-Unis.
Les actions du mouvement sont principalement pacifiques, consistant principalement en des boycotts et des manifestations. Toutefois, certaines actions ont dégénéré en émeutes voir en combats armés. Le mouvement a boycotté le référendum présidentiel de 1984 sur le programme d'islamisation, puis les élections générales de mars 1985 au cours desquelles les candidats sont interdits de se présenter par partis politiques, mais la consigne fut peu suivie pour ce dernier scrutin.
Dans le cadre de leur lutte, le Parti national Awami et le Parti communiste sont supposés avoir reçu le soutien financier de l'URSS. Au cours d'une conférence de presse en 1983, le président Muhammad Zia-ul-Haq a accusé le mouvement d'être soutenu par l'Inde dans le but de déstabiliser le pays. 
Le retour de Benazir Bhutto au Pakistan en août 1985 et son accueil triomphal par des manifestations d'opposition redonne un nouveau souffle au mouvement. Assignée à résidence durant quelques mois, elle repart en campagne dès novembre puis gagne progressivement des soutiens dans le Pendjab donnant au mouvement une envergure davantage nationale. Le mouvement a subi une répression importante, le gouvernement du Sind ayant enregistré 189 morts et près de 2 000 prisonniers, et au total 1 200 morts et 20 000 prisonniers.
Alors que des critiques envers le régime commencent à se faire entendre à l'Assemblée nationale et que le nouveau gouvernement de Muhammad Khan Junejo prend certaines distances, le président Muhammad Zia-ul-Haq démet le gouvernement et dissout les assemblées en 1988, mais il meurt le 17 août 1988. À peine une semaine plus tard, le Mouvement pour la restauration de la démocratie se dissout et les partis politiques se présentent séparément aux élections législatives de 1988.